# Piubega
Piubega és un municipi situat al territori de la província de Màntua, a la regió de la Llombardia, (Itàlia).
Piubega limita amb els municipis de Asola, Casaloldo, Ceresara, Gazoldo degli Ippoliti, Mariana Mantovana i Redondesco.

## Galeria

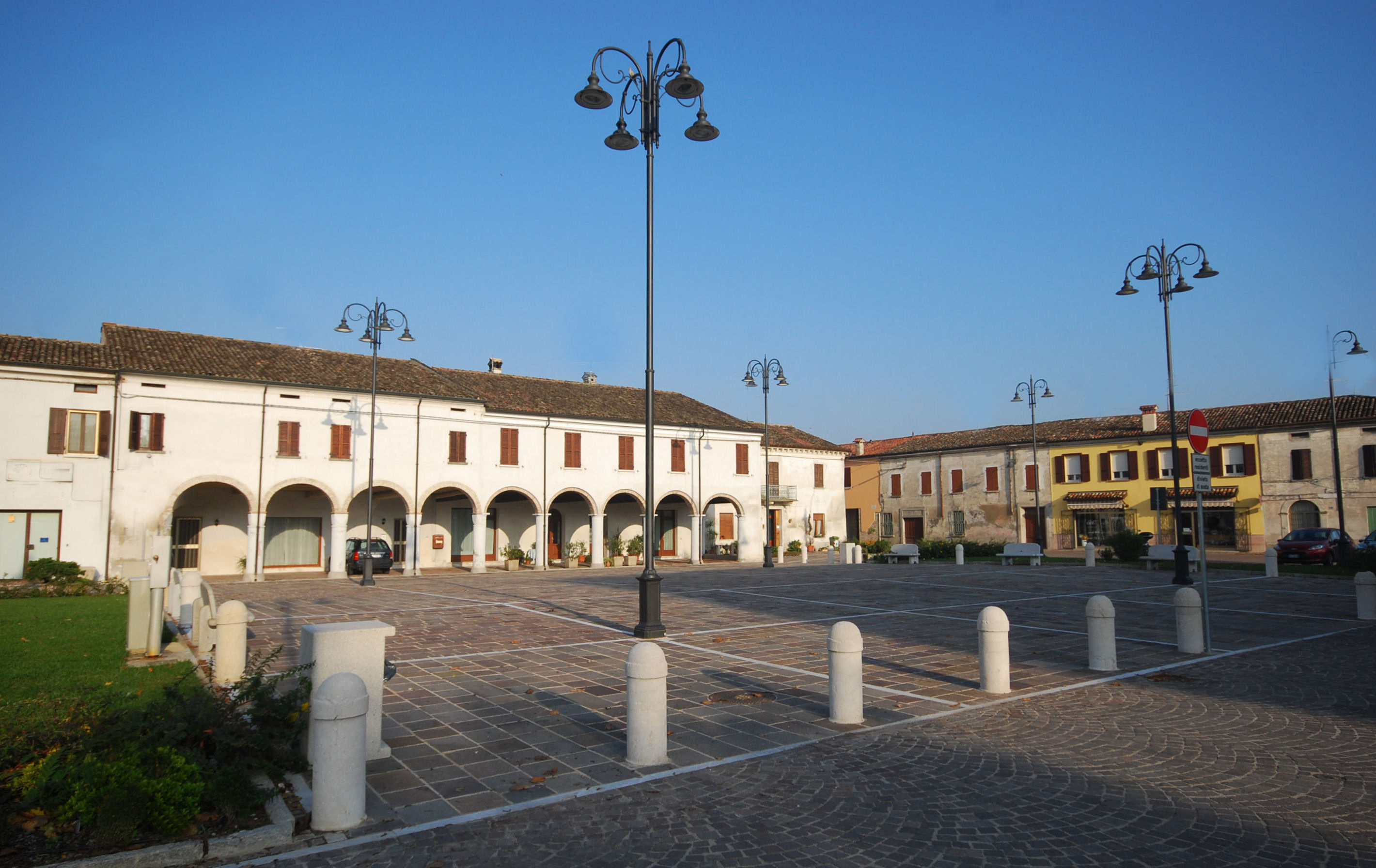
Plaça Matteotti
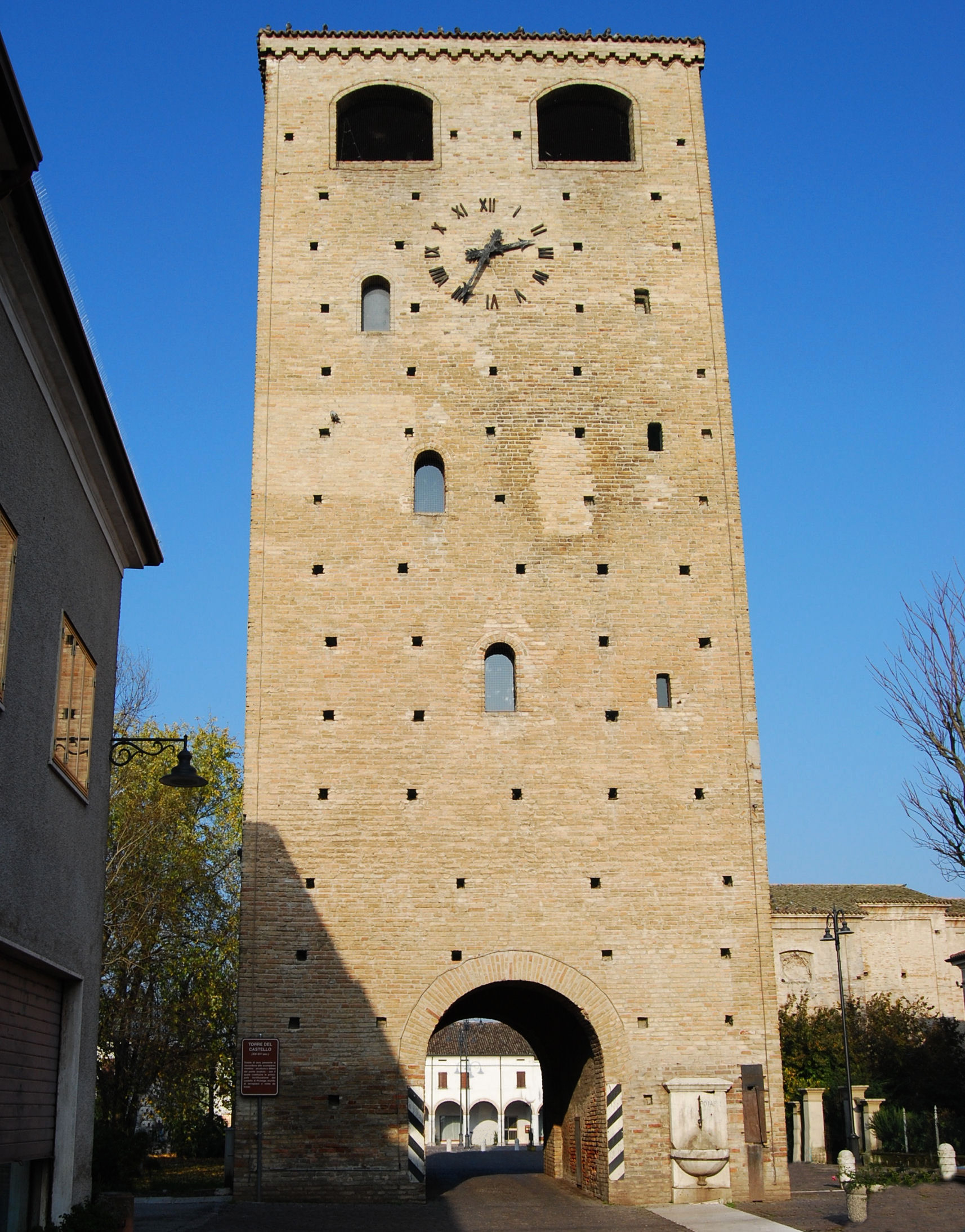
Torre del castell
Localització de Piubega a la província de Màntua